# Vera Smole
Vera Smole, slovenska jezikoslovka in pedagoginja ter predavateljica na Oddelku za slovenistiko Filozofske fakultete Univerze v Ljubljani. * 2. junij 1960, Novo mesto.

## Življenjepis
Otroštvo je preživela v Šentrupertu na Dolenjskem, kjer je obiskovala tudi osnovno šolo. Gimnazijo v Novem mestu je končala leta 1979 in se še istega leta vpisala na Filozofsko fakulteto v Ljubljani, kjer je 1985 diplomirala iz slovenščine in nemščine. Jeseni istega leta se je zaposlila v dialektološki sekciji na Inštitutu za slovenski jezik Frana Ramovša pri ZRC SAZU v Ljubljani kot mlada raziskovalka. Leta 1989 je magistrirala s tezo o glasoslovju vzhodnodolenjskega šentruperskega govora, leta 1995 pa doktorirala s tezo o oblikoglasju in oblikoslovju istega govora (oboje na Filozofski fakulteti v Ljubljani). Od leta 1986 je članica Mednarodne komisije za izdelavo OLA (Obščeslavjanskij lingvističeskij atlas – Slovanski lingvistični atlas) s sedežem v Moskvi. 
Leta 1993 je bila izvoljena v naziv asistentka, leta 1996 pa v naziv docentka za dialektologijo in zgodovino slovenskega jezika na Filozofski fakulteti v Ljubljani, kjer se je v jeseni leta 1996 zaposlila kot docentka za slovensko dialektologijo, od 2007 je redna profesorica FF UL. Na inštitutu je ostala v dopolnilnem delovnem razmerju; od leta 1996 do 2003 je bila vodja dialektološke sekcije, od ustanovitve leta 1999 pa tudi programske skupine dialektologija slovenskega jezika. Poročena je s profesorjem Francem Smoletom s Fakultete za elektrotehniko.

## Delo
V svojih univerzitetnih predavanjih obravnava razvoj glasoslovja in naglasa od praslovanščine do današnjega stanja v slovenskih narečjih, slovensko narečjeslovje in narečja, v diplomskem seminarju pa lingvistično geografijo. Njeno raziskovalno delo je tako usmerjeno v geolingvistiko, narečno leksikologijo in frazeologijo, tonematiko in v opis posameznih narečnih govorov in narečij. Raziskuje predvsem vzhodnodolenjski govor s posebnim poudarkom na tonematiki, narečno terminologijo posameznih tematskih sklopov in izdeluje karte za Slovenski lingvistični atlas in Slovanski lingvistični atlas. Od leta 1998 je sourednica Jezikovnih zapiskov (Zbornik Inštituta za slovenski jezik Frana Ramovša ZRC SAZU) in jezikovna urednica več knjig s tematiko ustnega slovstva.

## Izbrana bibliografija
- Časovni prislovi v slovenskih narečjih: (po gradivu za SLA). Ljubljana : Center za slovenščino kot drugi/tuji jezik pri Oddelku za slovanske jezike in književnosti Filozofske fakulteta Univerze v Ljubljani, 2000.
- Govor vasi Šentrupert in okolice, Razprave SAZU II. Razred (Ljubljana), 13, 1990;
- Obščeslavjanskij lingvističeskij atlas. Serija fonetiko-gramatičeskaja. Vypusk 1. Refleksy *e (/at/. Beograd, Mednarodni komite slavistov [idr.]. 1988 (Soavtorica.);
- Poimenovanja za kozolec ter njegov steber, late in stol v slovenskih narečjih, Traditiones (Ljubljana), 25, 1996;
- Pozicijski razvoj kratkih o in o /nosnika/ v vzhodnodolenjskih govorih, Hrvatski dijalektološki zbornik (Zagreb), 10, 1997.
- Slovenske dežele in njihova narečja. Ljubljana : Filozofska fakulteta, Oddelek za slovanske jezike in književnosti, 1998.
- Sovplivanje samoglasnikov in soglasnikov v vzhodnodolenjskih govorih. Ljubljana : Znanstvenoraziskovalni center SAZU, 1997.
- Šentjernejski govor. Ljubljana : Družina, 1999.
- Šmarski govor. Šmarje-Sap: Kulturno-raziskovalno društvo Turenček, 2007.
- Tesarska terminologija v Mirnski dolini, Jezikoslovni zapiski (Ljubljana), 2, 1995;
- Tonemski naglas glagolskih oblik v šentruperskem govoru, Razprave SAZU II. Razred (Ljubljana), 15, 1996;